# هوینگهام
هوینگهام (به انگلیسی: Hevingham) یک روستا و محله مدنی در بریتانیا است که در Broadland واقع شده‌است. هوینگهام ۱۱٫۶۶ کیلومتر مربع مساحت و ۱٬۲۶۰ نفر جمعیت دارد.